# Hendecourt-lès-Cagnicourt
Hendecourt-lès-Cagnicourt ist eine französische Gemeinde mit 297 Einwohnern (Stand: 1. Januar 2022) im Département Pas-de-Calais in der Region Hauts-de-France. Sie gehört zum Arrondissement Arras und zum Kanton Brebières. Die Einwohner werden Capelots genannt.

## Geographie
Die Gemeinde Hendecourt-lès-Cagnicourt liegt am Südostrand des Artois, 15 Kilometer südöstlich von Arras. Umgeben wird Hendecourt-lès-Cagnicourt von den Nachbargemeinden Vis-en-Artois im Norden, Haucourt im Nordosten, Cagnicourt im Osten, Riencourt-lès-Cagnicourt im Südosten und Süden, Bullecourt im Süden und Südwesten, Fontaine-lès-Croisilles im Westen sowie Chérisy im Nordwesten. Im Gemeindegebiet stehen zwölf Windkraftanlagen als Teil von vier interkommunalen Windparks.

## Bevölkerungsentwicklung
| Jahr                       | 1962 | 1968 | 1975 | 1982 | 1990 | 1999 | 2006 | 2012 | 2022 |
| -------------------------- | ---- | ---- | ---- | ---- | ---- | ---- | ---- | ---- | ---- |
| Einwohner                  | 348  | 328  | 321  | 310  | 292  | 286  | 317  | 319  | 297  |
| Quellen: Cassini und INSEE |      |      |      |      |      |      |      |      |      |

## Sehenswürdigkeiten
- Kirche Saint-Léger
- Burgruine aus dem 11. Jahrhundert, im Ersten Weltkrieg zerstört, von 1922 bis 1927 im neoklassischen Stil neuerrichtet
- zwei britische Militärfriedhöfe, der Dominion Cemetery und der Upton Wood Cemetery

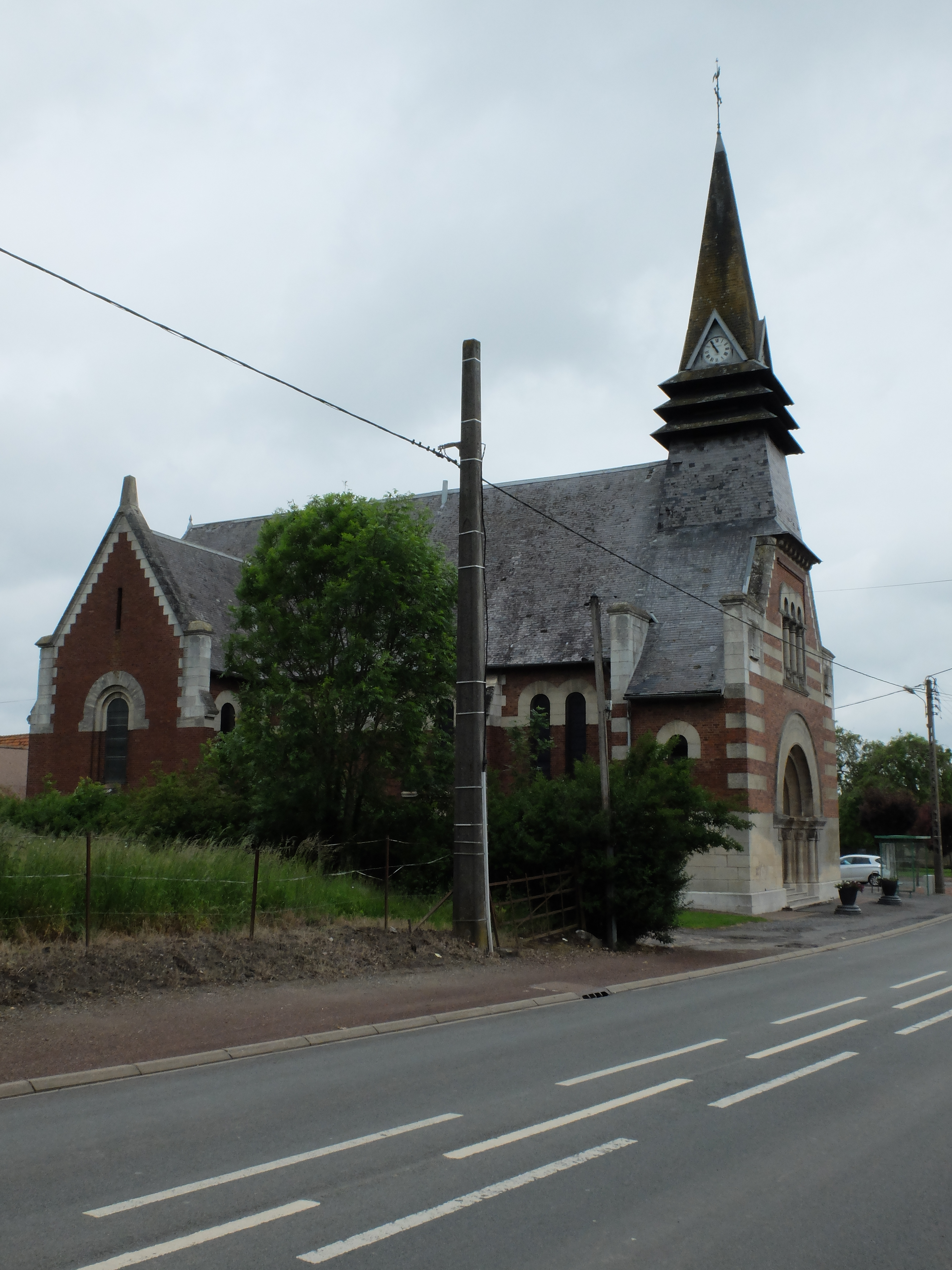
Kirche Saint-Léger
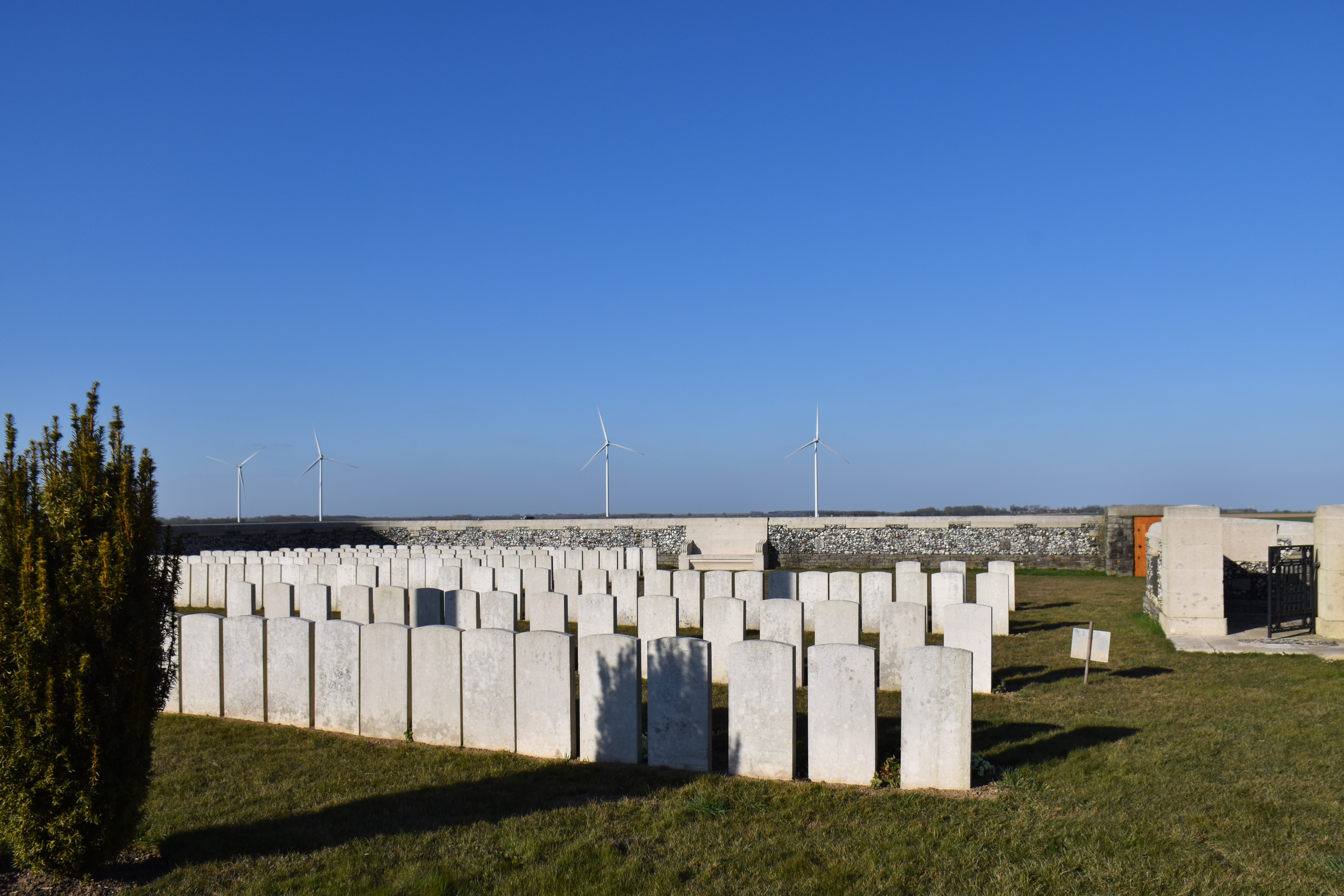
Dominion Cemetery
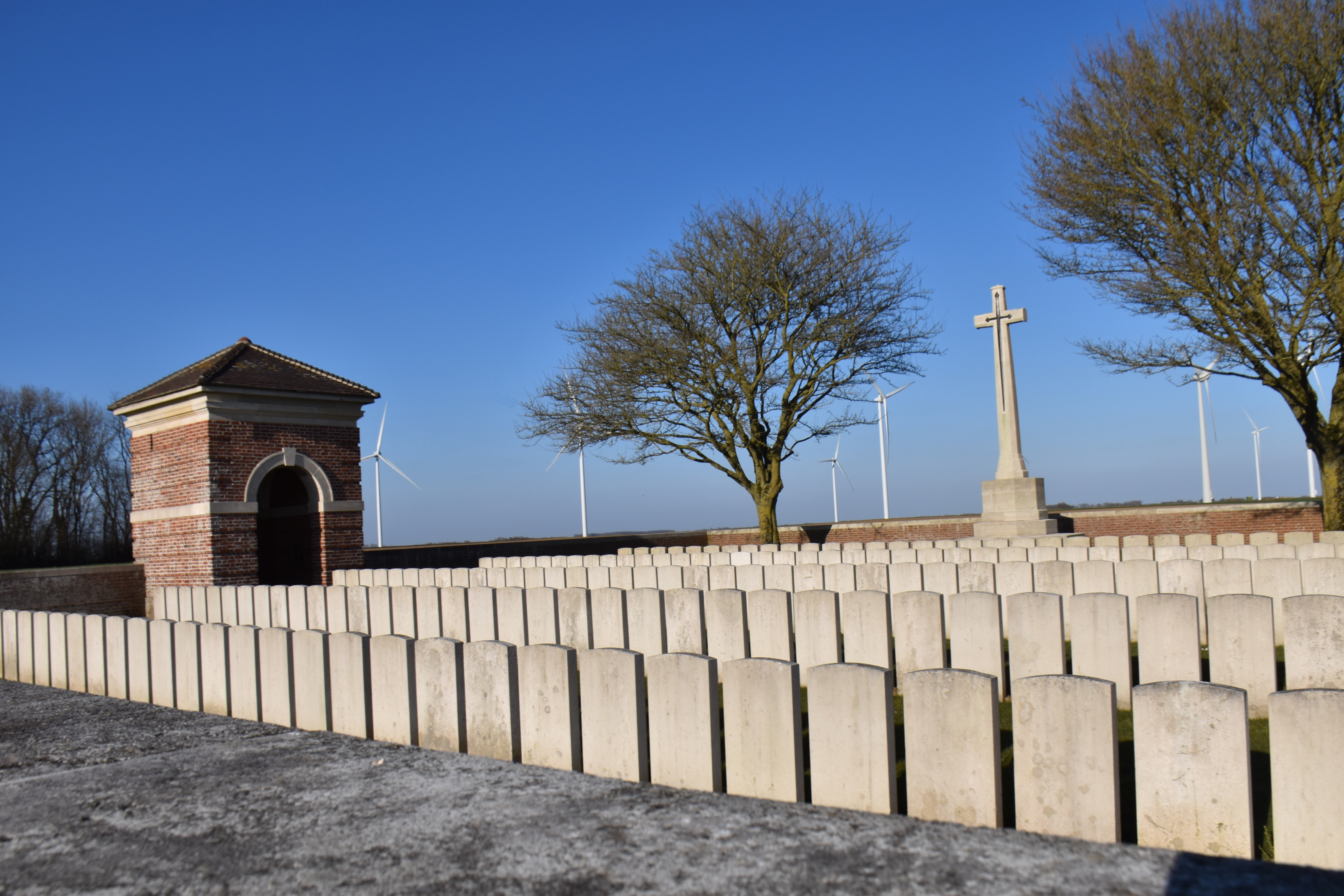
Upton Wood Cemetery

## Film
- Der britisch-amerikanische Film 1917 von Sam Mendes bezieht sich auf die Kampfhandlungen bei Hendecourt-lès-Cagnicourt während der Schlacht bei Arras und Bullecourt während des Ersten Weltkriegs.
- 2021 war Hendecourt-lès-Cagnicourt einer der Drehorte der Krimiserie Die schwarzen Schmetterlinge von Olivier Abbou.